# Riktad cyklisk graf
Riktad cyklisk graf är en riktad graf där alla bågar pekar åt samma håll i en cykel. I en riktad cyklisk graf har alla noder utgrad 1 och ingrad 1.